# جورپایان سیموثویدائه
جورپایان سیموثویدائه(نام علمی: Cymothoidae) نام یک تیره از راسته جورپایان است.